# Rząd Petteriego Orpa
Rząd Petteriego Orpa – 77. gabinet w historii Finlandii, funkcjonujący od 20 czerwca 2023.
Gabinet zastąpił rząd Sanny Marin. Powstał po wyborach parlamentarnych z kwietnia 2023, w których zwyciężyła centroprawicowa Partia Koalicji Narodowej (Kok.). Jej lider Petteri Orpo po wstępnych rozmowach zdecydował się na negocjacje koalicyjne z prawicową Partią Finów (PS), Szwedzką Partią Ludową (SFP) oraz Chrześcijańskimi Demokratami (KD). Zawarcie porozumienia między czterema ugrupowaniami ogłoszono 15 czerwca 2023.
20 czerwca Eduskunta zatwierdziła Petteriego Orpa na stanowisku premiera. Tego samego dnia jego gabinet został zaprzysiężony przez prezydenta Sauliego Niinistö, rozpoczynając tym samym urzędowanie.

## Skład rządu
| funkcja                                      | minister             | partia | okres urzędowania | okres urzędowania |
| funkcja                                      | minister             | partia | od                | do                |
| -------------------------------------------- | -------------------- | ------ | ----------------- | ----------------- |
| premier                                      | Petteri Orpo         | Kok.   | 20 czerwca 2023   |                   |
| wicepremier, minister finansów               | Riikka Purra         | PS     | 20 czerwca 2023   |                   |
| minister spraw europejskich i skarbu państwa | Anders Adlercreutz   | SFP    | 20 czerwca 2023   | 5 lipca 2024      |
| minister spraw europejskich i skarbu państwa | Joakim Strand        | SFP    | 5 lipca 2024      |                   |
| minister władz lokalnych i regionalnych      | Anna-Kaisa Ikonen    | Kok.   | 20 czerwca 2023   |                   |
| minister edukacji                            | Anna-Maja Henriksson | SFP    | 20 czerwca 2023   | 5 lipca 2024      |
| minister edukacji                            | Anders Adlercreutz   | SFP    | 5 lipca 2024      |                   |
| minister nauki i kultury                     | Sari Multala         | Kok.   | 20 czerwca 2023   | 25 stycznia 2025  |
| minister nauki i kultury                     | Mari-Leena Talvitie  | Kok.   | 25 stycznia 2025  |                   |
| minister sportu i młodzieży                  | Sandra Bergqvist     | SFP    | 20 czerwca 2023   | 13 czerwca 2025   |
| minister sportu i młodzieży                  | Mika Poutala         | KD     | 13 czerwca 2025   |                   |
| minister rolnictwa i leśnictwa               | Sari Essayah         | KD     | 20 czerwca 2023   |                   |
| minister spraw zagranicznych                 | Elina Valtonen       | Kok.   | 20 czerwca 2023   |                   |
| minister handlu zagranicznego i rozwoju      | Ville Tavio          | PS     | 20 czerwca 2023   |                   |
| minister spraw wewnętrznych                  | Mari Rantanen        | PS     | 20 czerwca 2023   | 30 sierpnia 2024  |
| minister spraw wewnętrznych                  | Lulu Ranne           | PS     | 30 sierpnia 2024  | 8 listopada 2024  |
| minister spraw wewnętrznych                  | Mari Rantanen        | PS     | 8 listopada 2024  |                   |
| minister sprawiedliwości                     | Leena Meri           | PS     | 20 czerwca 2023   |                   |
| minister spraw społecznych i zdrowia         | Kaisa Juuso          | PS     | 20 czerwca 2023   |                   |
| minister zabezpieczenia społecznego          | Sanni Grahn-Laasonen | Kok.   | 20 czerwca 2023   |                   |
| minister pracy                               | Arto Satonen         | Kok.   | 20 czerwca 2023   | 6 maja 2025       |
| minister pracy                               | Matias Marttinen     | Kok.   | 6 maja 2025       |                   |
| minister spraw gospodarczych                 | Vilhelm Junnila      | PS     | 20 czerwca 2023   | 6 lipca 2023      |
| minister spraw gospodarczych                 | Wille Rydman         | PS     | 6 lipca 2023      | 13 czerwca 2025   |
| minister spraw gospodarczych                 | Sakari Puisto        | PS     | 13 czerwca 2025   |                   |
| minister transportu i komunikacji            | Lulu Ranne           | PS     | 20 czerwca 2023   |                   |
| minister obrony                              | Antti Häkkänen       | Kok.   | 20 czerwca 2023   |                   |
| minister środowiska i zmiany klimatu         | Kai Mykkänen         | Kok.   | 20 czerwca 2023   | 25 stycznia 2025  |
| minister środowiska i zmiany klimatu         | Sari Multala         | Kok.   | 25 stycznia 2025  |                   |